# 达瑙利
达瑙利（Dhanauli），是印度北方邦Agra县的一个城镇。总人口23475（2001年）。

## 人口
该地2001年总人口23475人，其中男性12592人，女性10883人；0—6岁人口4503人，其中男2392人，女2111人；识字率47.95%，其中男性为59.12%，女性为35.02%。